# Di-isopropylether
Di-isopropylether of DIPE is een organische verbinding met als brutoformule C6H14O. De stof komt voor als een kleurloze vloeistof, die slecht oplosbaar is in water. Aangezien de stof bijzonder licht ontvlambaar is, wordt meestal p-benzylaminofenol toegevoegd als stabilisator.

## Toepassingen
Di-isopropylether wordt gebruikt als oplosmiddel voor minerale en dierlijke oliën, vetten, was en een aantal natuurlijke harsen. Het wordt ook als geurstof toegevoegd aan aardgas.

## Toxicologie en veiligheid
De stof kan, indien ze niet gestabiliseerd is, gemakkelijk ontplofbare peroxiden vormen. Ze ontleedt bij verbranding, met vorming van giftige gassen en irriterende dampen.
De stof is irriterend voor de ogen, de huid en de luchtwegen. Ze kan effecten hebben op het centraal zenuwstelsel. Blootstelling boven de toegelaten grenzen kan het bewustzijn verminderen.
Herhaald of langdurig huidcontact met di-isopropylether kan een huidontsteking veroorzaken.